# Gwenn (prénom)
Pour les articles homonymes, voir Gwenn et Sainte Gwenn.
Gwenn est un prénom épicène. En breton, c'est un prénom féminin, avec pour variante masculine Gwen. En gallo il est seulement féminin.

## Origine
D'origine bretonne, il signifie « Blanc, pur, sacré ».

## Variantes
On le retrouve aussi sous les formes Gwennola et Gwennoline.
Souvent lors de la composition de deux prénoms, il permet de servir de préfixe comme pour :
- Gwenael
- Gwendal
- Gwendoline et Guendoloena
- Gwenole et Guénolé
- Gwenvael

Il sert aussi de suffixe comme dans :
- Maïwenn
- Nolwenn

Il a pour dérivé le prénom :
- Wendy

## Fête liturgique
La fête patronale des Gwenn est le 18 octobre, date de la sainte Gwenn.
Sainte Gwenn vécut au Ve siècle, elle fut la femme de Saint Fragan et la mère de Jacut, Guethenoc, Gwénolé et Klervi.
Selon la légende, elle eut trois seins pour nourrir ses enfants, ce qui lui vaudra d'être invoquée par les femmes manquant de lait.